# 四萼狸藻亞屬
四萼狸藻亞屬（拉丁文：Utricularia subg. Polypompholyx）是一個在狸藻屬之下的亞屬。下有三个组，多歧聚傘狸藻節（Pleiochasia）、四萼狸藻節（Polypompholyx）和三叉狸藻组（Tridentaria）。本亞屬的種類眾多，分佈很廣。